# Deutscher Pudel-Klub
Der Deutsche Pudel-Klub e. V. (DPK) ist der älteste deutsche Rassehundeverein für die Zucht von Pudeln und für den Hundesport. Er ist dem Verband für das Deutsche Hundewesen (VDH) und der Fédération Cynologique Internationale (FCI) angeschlossen.

## Organisation
Der DPK hat nach eigenen Angaben bundesweit über 5000 Mitglieder. Er besteht aus 45 Bezirksgruppen. Der Vorsitzende des Hauptvereins heißt im DPK Präsident, der Vorstand Präsidium. Letzteres besteht aus dem Präsidenten, zwei Stellvertretern und der Hauptzuchtwartin. Zusätzlich gibt es auf Bundesebene vier Ausschüsse für Ausbildungs-, Ausstellungs-, Richter- und Zuchtwesen, einen Ehrenrat und eine Obfrau für Öffentlichkeitsarbeit.
Das Logo des DPK besteht aus einem Kreis mit nach links blickendem stilisiertem Pudel-Kopf und dem Schriftzug „DPK“ am linken Rand. Als Verbandsorgan wird vierteljährlich die Mitgliederzeitschrift Unser Pudel herausgegeben.

## Geschichte
Die Gründung durch eine Gruppe von Pudelzüchtern erfolgte im Jahr 1893. 1896 gab man sich den Namen Münchener Pudelklub, 1902 änderte man ihn in Deutscher Pudel-Klub, Sitz München. 1904 wurde der Verein ins Vereinsregister eingetragen. Später wurde der Sitz des Klubs entsprechend dem Wohnort des jeweiligen Präsidenten verlegt. Daher kam die Hauptgeschäftsstelle 1990 mit der Wahl des Leeraners Rolf Eggerking zum Präsidenten nach Leer (Ostfriesland). Bei dessen Ausscheiden aus dem Amt und der Wahl Elke Gießlers zu seiner Nachfolgerin 2018 wurde jedoch beschlossen, den Sitz der Hauptgeschäftsstelle in Leer zu belassen. Auf einer außerordentlichen Hauptversammlung am 31. Juli 2021 übernahm wieder Rolf Eggerking das Präsidentenamt. Rolf Eggerking starb am 29. Januar 2022, weshalb auf der Hauptversammlung 2023 der bisherige 1. stellvertretende Präsident Werner Lingenfelser als Nachfolger gewählt wurde. Nach dessen Rücktritt übernahm 2024 Regina Schmeißer aus Sachsen-Anhalt das Amt.

## Tätigkeitsbereiche
Ursprüngliche Aufgabe des Vereins waren die Zucht und die „Förderung des Verständnisses für die Pudelpflege“. Regelmäßig seit 1906 veranstaltet der Deutsche Pudel-Klub Ausstellungen bzw. Zuchtschauen. Seit 1960 wird im DPK aber auch Hundesport betrieben. Dazu gehören Leinenführigkeit/Gehorsamstraining und die aus dem Agility entwickelte Mobyclass. In diesen Disziplinen führt der DPK Wettbewerbe und Leistungsprüfungen durch. Während sich die Zucht auf die Rasse Pudel beschränkt, können am Hundesport auch Hunde anderer Rassen teilnehmen.